# جورج راولینسون
جرج رالینسون (به انگلیسی: George Rawlinson) (زاده ۲۳ نوامبر ۱۸۱۲ - درگذشته ۷ اکتبر ۱۹۰۲) تاریخ‌نگار، پژوهشگر دانشگاهی و الهیات شناس مسیحی سده نوزدهم اهل انگلستان بود.

## ترجمه به فارسی
از جرج راولینسون تاکنون آثار زیر به زبان فارسی ترجمه و به چاپ رسیده‌است:
- راول‍ی‍ن‍س‍ون‌، ج‍ورج‌، ت‍اری‍خ‌ س‍لاطی‍ن‌ س‍اس‍ان‍ی‌، راز رل‍ن‍س‍ن‌، ت‍رج‍م‍ۀ م‍ح‍م‍دح‍س‍ی‍ن‌ ف‍روغ‍ی‌ و م‍ح‍م‍دع‍ل‍ی‌ ف‍روغ‍ی‌، ت‍ه‍ران‌، بی‌تا.
- راول‍ی‍ن‍س‍ون‌، ج‍ورج‌، مادها، ترجمۀ هاشم کرمی، تهران: پانیذ: نشر رونیکا‏‫، ۱۳۹۵.